# Goya 2021
Die 35. Verleihung des Goya fand am 6. März 2021 im Teatro del Soho in Málaga statt. Der wichtigste spanische Filmpreis wurde in 28 Kategorien vergeben. Antonio Banderas, der im Vorjahr den Goya als bester Hauptdarsteller erhalten hatte, übernahm zusammen mit der Fernsehmoderatorin María Casado die Moderation der Verleihung.

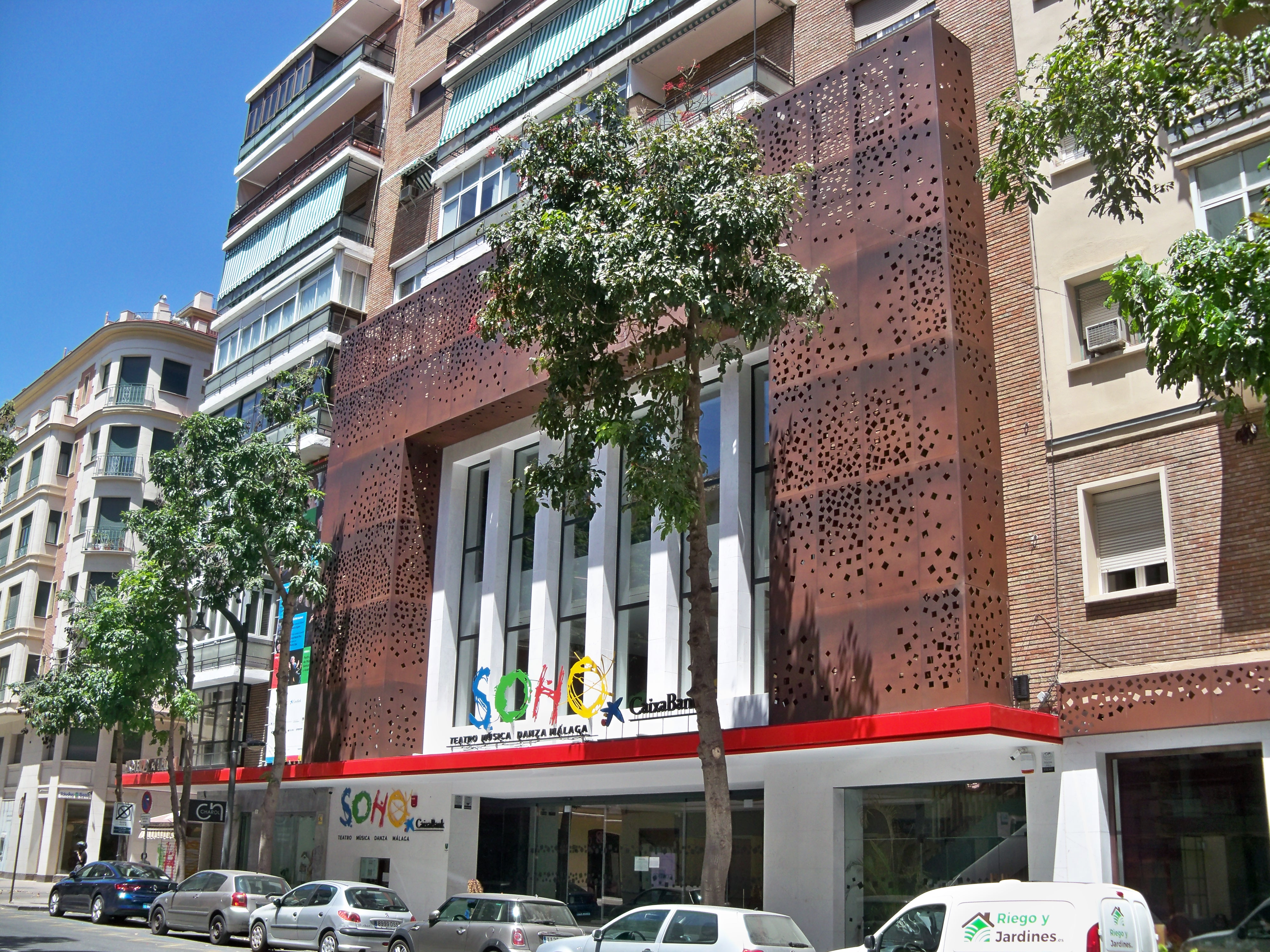
Das Teatro del Soho in Málaga, der Veranstaltungsort der Verleihung

## Gewinner und Nominierte
| Statistik (Filme mit mehr als einer Nominierung) N=Nominierung; A=Auszeichnung |    |   |
| Film                                                                           | N  | A |
| Adú                                                                            | 13 | 4 |
| Tanz der Unschuldigen                                                          | 9  | 5 |
| Las niñas                                                                      | 9  | 4 |
| Rosas Hochzeit                                                                 | 8  | 2 |
| Black Beach                                                                    | 6  | 0 |
| Ane                                                                            | 5  | 3 |
| Sentimental                                                                    | 5  | 1 |
| Cross the Line – Du sollst nicht töten                                         | 3  | 1 |
| Explota explota                                                                | 3  | 0 |
| Geheime Anfänge                                                                | 3  | 0 |
| Historias lamentables                                                          | 3  | 0 |
| Los europeos                                                                   | 3  | 0 |
| Vier Wände für Zwei                                                            | 3  | 0 |
| The Year of the Discovery                                                      | 2  | 2 |
| Baby                                                                           | 2  | 0 |
| El plan                                                                        | 2  | 0 |
| El verano que vivimos                                                          | 2  | 0 |
| My Mexican Bretzel                                                             | 2  | 0 |
| Nieva en Benidorm                                                              | 2  | 0 |

### Bester Film (Mejor película)
Las niñas – Regie: Pilar Palomero
- Adú – Regie: Salvador Calvo
- Ane – Regie: David Pérez Sañudo
- Rosas Hochzeit (La boda de Rosa) – Regie: Icíar Bollaín
- Sentimental – Regie: Cesc Gay

### Beste Regie (Mejor dirección)
Salvador Calvo – Adú
- Icíar Bollaín – Rosas Hochzeit (La boda de Rosa)
- Isabel Coixet – Nieva en Benidorm
- Juanma Bajo Ulloa – Baby

### Beste Nachwuchsregie (Mejor dirección novel)
Pilar Palomero – Las niñas
- Nuria Giménez – My Mexican Bretzel
- David Pérez Sañudo – Ane
- Bernabé Rico – Vier Wände für Zwei (El inconveniente)

### Bester Hauptdarsteller (Mejor actor)
Mario Casas – Cross the Line – Du sollst nicht töten (No matarás)
- Ernesto Alterio – Un mundo normal
- Javier Cámara – Sentimental
- David Verdaguer – Uno para todos

### Beste Hauptdarstellerin (Mejor actriz)
Patricia López Arnaiz – Ane
- Amaia Aberasturi – Tanz der Unschuldigen (Akelarre)
- Kiti Mánver – Vier Wände für Zwei (El inconveniente)
- Candela Peña – Rosas Hochzeit (La boda de Rosa)

### Bester Nebendarsteller (Mejor actor de reparto)
Alberto San Juan – Sentimental
- Juan Diego Botto – Los europeos
- Álvaro Cervantes – Adú
- Sergi López – Rosas Hochzeit (La boda de Rosa)

### Beste Nebendarstellerin (Mejor actriz de reparto)
Nathalie Poza – Rosas Hochzeit (La boda de Rosa)
- Juana Acosta – Vier Wände für Zwei (El inconveniente)
- Natalia de Molina – Las niñas
- Verónica Echegui – Explota explota

### Bester Nachwuchsdarsteller (Mejor actor revelación)
Adam Nourou – Adú
- Chema del Barco – El plan
- Matías Janick – Historias lamentables
- Fernando Valdivielso – Cross the Line – Du sollst nicht töten (No matarás)

### Beste Nachwuchsdarstellerin (Mejor actriz revelación)
Jone Laspiur – Ane
- Griselda Siciliani – Sentimental
- Milena Smit – Cross the Line – Du sollst nicht töten (No matarás)
- Paula Usero – Rosas Hochzeit (La boda de Rosa)

### Bestes Originaldrehbuch (Mejor guion original)
Pilar Palomero – Las niñas
- Icíar Bollaín und Alicia Luna – Rosas Hochzeit (La boda de Rosa)
- Javier Fesser und Claro García – Historias lamentables
- Alejandro Hernández – Adú

### Bestes adaptiertes Drehbuch (Mejor guion adaptado)
Marina Parés Pulido und David Pérez Sañudo – Ane
- Marta Libertad Castillo und Bernardo Sánchez – Los europeos
- David Galán Galindo und Fernando Navarro – Geheime Anfänge (Orígenes secretos)
- Cesc Gay – Sentimental

### Beste Produktionsleitung (Mejor dirección de producción)
Luis Fernández Lago und Ana Parra – Adú
- Carmen Martínez Rebé – Black Beach
- Toni Novella – Nieva en Benidorm
- Guadalupe Balaguer Trelles – Tanz der Unschuldigen (Akelarre)

### Beste Kamera (Mejor fotografía)
Daniela Cajías – Las niñas
- Javier Agirre – Tanz der Unschuldigen (Akelarre)
- Ángel Amorós – Black Beach
- Sergi Vilanova Claudín – Adú

### Bester Schnitt (Mejor montaje)
Sergio Jiménez – The Year of the Discovery (El año del descubrimiento)
- Jaime Colis – Adú
- Miguel Doblado und Fernando Franco – Black Beach
- Sofi Escudé – Las niñas

### Bestes Szenenbild (Mejor dirección artística)
Mikel Serrano – Tanz der Unschuldigen (Akelarre)
- Mónica Bernuy – Las niñas
- César Macarrón – Adú
- Montse Sanz – Black Beach

### Beste Kostüme (Mejor diseño de vestuario)
Nerea Torrijos – Tanz der Unschuldigen (Akelarre)
- Arantxa Ezquerro – Las niñas
- Lena Mossum – Los europeos
- Cristina Rodríguez – Explota explota

### Beste Maske (Mejor maquillaje y peluquería)
Ricardo Molina und Beatushka Wojtowicz – Tanz der Unschuldigen (Akelarre)
- Milu Cabrer und Benjamín Pérez – Explota explota
- Mara Collazo, Elena Cuevas und Sergio López – Adú
- Paula Cruz, Nacho Díaz und Jesús Guerra – Geheime Anfänge (Orígenes secretos)

### Beste Spezialeffekte (Mejores efectos especiales)
Mariano García und Ana Rubio – Tanz der Unschuldigen (Akelarre)
- Helmuth Barnert und Lluís Rivera – Geheime Anfänge (Orígenes secretos)
- Jean-Louis Billard und Raúl Romanillos – Black Beach
- Míriam Piquer und Raúl Romanillos – Historias lamentables

### Bester Ton (Mejor sonido)
Nicolas de Poulpiquet, Eduardo Esquide, Juan Ferro und Jamaica Ruíz – Adú
- Leandro de Loredo, Urko Garai, Frédéric Hamelin und Josefina Rodriguez – Tanz der Unschuldigen (Akelarre)
- Mar González, Francesco Lucarelli und Nacho Royo-Villanova – El plan
- Coque F. Lahera, Nacho Royo-Villanova und Sergio Testón – Black Beach

### Beste Filmmusik (Mejor música original)
Maite Arroitajauregi und Aránzazu Calleja – Tanz der Unschuldigen (Akelarre)
- Roque Baños – Adú
- Federico Jusid – El verano que vivimos
- Bingen Mendizábal und Koldo Uriarte – Baby

### Bester Filmsong (Mejor canción original)
„Que no, que no“ von Rozalén – Rosas Hochzeit (La boda de Rosa)
- „Sababoo“ von Cherif Badua und Roque Baños – Adú
- „El verano que vivimos“ von Alfonso Pérez Arias und Alejandro Sanz – El verano que vivimos
- „Lunas de papel“ von Carlos Naya – Las niñas

### Bester Kurzfilm (Mejor cortometraje de ficción)
A la cara – Regie: Javier Marco
- 16 de decembro – Regie: Álvaro Gago Díaz
- Beef – Regie: Ingride Santos Piñol
- Gastos incluidos – Regie: Javier Macipe
- Lo efímero – Regie: Jorge Muriel

### Bester animierter Kurzfilm (Mejor cortometraje de animación)
Blue & Malone: Casos Imposibles – Regie: Abraham López Guerrero
- Homeless Home – Regie: Alberto Vázquez
- Metamorphosis – Regie: Juan Fran Jacinto und Carla Pereira Docampo
- Vuela – Regie: Carlos Gómez-Mira

### Bester Dokumentarkurzfilm (Mejor cortometraje documental)
Biografía del cadáver de una mujer – Regie: Mabel Lozano
- Paraíso – Regie: Mateo Cabeza
- Paraíso en llamas – Regie: José Antonio Hergueta
- Sólo son peces – Regie: Paula Iglesias und Ana Serna

### Bester Animationsfilm (Mejor película de animación)
La gallina Turuleca – Regie: Eduardo Gondell und Víctor Monigote

### Bester Dokumentarfilm (Mejor película documental)
The Year of the Discovery (El año del descubrimiento) – Regie: Luis López Carrasco
- Anatomía de un dandy – Regie: Charlie Arnaiz und Alberto Ortega
- Endstation Libyen – Wie die EU Migranten stoppen will (Cartas mojadas) – Regie: Paula Palacios
- My Mexican Bretzel – Regie: Nuria Giménez

### Bester europäischer Film (Mejor película europea)
The Father, Großbritannien – Regie: Florian Zeller
- Corpus Christi (Boże Ciało), Polen – Regie: Jan Komasa
- Falling, Großbritannien/Dänemark – Regie: Viggo Mortensen
- Intrige (J’accuse), Frankreich – Regie: Roman Polański

### Bester ausländischer Film in spanischer Sprache (Mejor película extranjera de habla hispana)
El olvido que seremos, Kolumbien – Regie: Fernando Trueba
- Der Maulwurf – Ein Detektiv im Altersheim (El Agente Topo), Chile – Regie: Maite Alberdi
- La Llorona, Guatemala – Regie: Jayro Bustamante
- I’m No Longer Here (Ya no estoy aquí), Mexiko – Regie: Fernando Frias

## Ehrenpreis (Goya de honor)
- Ángela Molina, spanische Schauspielerin